# Euhyponomeutoides namikoae
Euhyponomeutoides namikoae är en fjärilsart som beskrevs av Sigeru Moriuti 1977. Euhyponomeutoides namikoae ingår i släktet Euhyponomeutoides och familjen spinnmalar. Inga underarter finns listade i Catalogue of Life.